# Nathalie Makoma
Nathalie Makoma, née le 24 février 1982 à Kinshasa, est une autrice-compositrice-interprète néerlandaise d'origine congolaise.
Elle commence sa carrière comme chanteuse principale du groupe Makoma aux côtés de ses frères et sœurs Duma, Tutala, Martin, Annie, Penganie et son beau frère Patrick Badine. Elle sort son premier album solo On Faith, paru en 2002. En 2008, elle participe à Idols, l'équivalent néerlandais de la Nouvelle Star et à Dutch Dancing with the Stars en 2009.

## Biographie

### Enfance
Nathalie est la cadette d'une famille de six enfants. Pour raisons politiques, sa famille est obligée de quitter la République démocratique du Congo pour les Pays-Bas, puis pour l'Allemagne, mais reviennent quelques années plus tard. Elle forme alors avec ses frères et sœurs le groupe Makoma.

## Carrière
Avec Nouveau Testament (Makoma)
Nathalie Makoma commence à chanter en 1993 alors que le groupe est connu sous le nom de "Nouveau Testament". Il est composé de sept membres (trois frères, trois sœurs et un non-membre de la famille, qui est également l'un des copains de sa sœur). Ils chantent en lingala, une des langues du Congo, ainsi qu'en anglais et en français.

### Période Makoma
Nathalie retourne aux Pays-Bas à l'âge de quatorze ans et suit des cours à l'Académie de Rock de Tilbourg (Tilburg Rockacademie). Au même moment Makoma devient de plus en plus célèbre, ils sortent leur premier album en 2000 intitulé Nzambe Na Bomoyi, ils voyagent et donnent des concerts à travers le monde. En 2002, le groupe a remporté le prix du meilleur groupe de musique africaine et de gospel aux MTV Africa Music Awards et Kora South African Music Awards , et en 2005 au South Pacific Award et ils ont eu un succès mondial dans la musique gospel .
Elle a également joué avec Makoma dans une publicité télévisée pour la chaîne de télévision RTMV et pour la société de télécommunications Celtel.
À la suite du succès du groupe, Nathalie arrête ses études. En 2003, les Makoma sortent leur deuxième album, Mokonzi Na Bakonzi, produit par Claude Blanchard Ngokoudi, puis un troisième en 2006, intitulé No Jesus No Life. Nathalie s'installe et travaille en Angleterre puis en Irlande. En 2007, elle retourne aux Pays-Bas.

### Première carrière solo
En tant que chanteuse principale, Nathalie a également tenté de développer une carrière musicale solo à partir de 2002 avec son premier album On Faith (2002). L'album a été réédité en GoGospel Edition (2003) avec des pistes supplémentaires. En 2004, elle quitte Makoma pour s'établir en Angleterre puis en Irlande. En 2005, elle a sorti un deuxième album solo intitulé I Saw the Light .
En novembre 2008, elle s'est de nouveau fait entendre et elle a interprété son premier single "I Won't Forget" dans l'émission télévisée Raymann is Laat . En décembre 2008, elle a participé au programme RTL 4 Alles is kerst. Dans le spectacle, elle a chanté la chanson "All I Want for Christmas Is You" de Mariah Carey avec la chanteuse Brace. Makoma a joué trois fois au Amsterdam Arena avec De Toppers au Toppers in concert 2008 .

## Télé-réalité

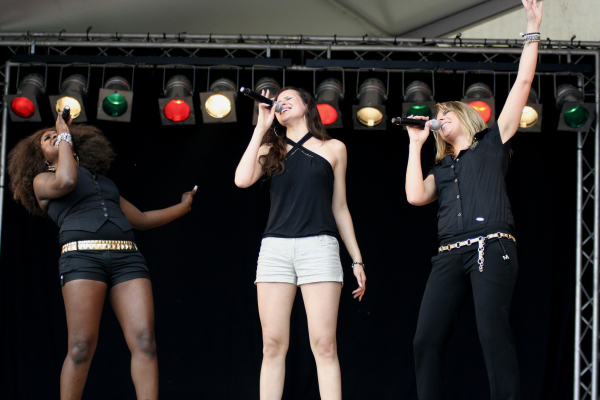
Performance pendant Idol, de gauche à droite Nathalie Makoma, Charlene Meulenberg et Nikki Kerkhof

### Idols
En 2007-2008, elle est retournée aux Pays-Bas et un jour, Nathalie reçoit un appel de sa cousine disant qu'elle l'avait inscrite la télé-réalité populaire Idols. Elle y interprète Amazing Grace, devant le jury qui la qualifiera plus tard de « Nouvelle Tina Turner » ou encore de « Real Dancing Queen » (vraie reine de la danse)[réf. nécessaire]. Nathalie arrive jusqu'en finale et perd face à Nikki Kerkhof. Pendant le concours, son groupe familial Makoma a fait une apparition sur la finale du concours avec Nathalie chantant "Ola Olé" en anglais avec elle.. Elle signe ensuite chez Sony BMG, et part en tournée avec Nikki Kerkhof. Elle assure une tournée de 150 concerts en 4 mois.

### Danser avec les stars
En 2009, Nathalie a participé à la version néerlandaise du Dancing With the Stars avec son partenaire de danse Peter. Elle a atteint la finale et a terminé deuxième derrière l'ancien vainqueur des Idoles Jamai Loman et son partenaire Gwyneth van Rijn.

### De Mattheus Masterclass
En 2010, a participé à la deuxième saison du programme EO De Mattheus Masterclass au cours de laquelle des artistes de formation non classique interprètent une partie du Matthäuspassion de Bach à l'église St. Vituskerk à Hilversum.
Le 4 mai 2010, Makoma a annoncé via Hyves que son deuxième single était prêt et qu'il sortira bientôt.

### Sterren Springen Op Zaterdag
En 2014, Makoma a participé à la deuxième saison de Sterren Springen Op Zaterdag ; elle a fini septième.

## Carrière solo
En décembre 2008, elle a participé au programme RTL 4 Alles is kerst. Dans le spectacle, elle a chanté avec la chanteuse Brace la chanson " All I Want for Christmas Is You " de Mariah Carey.
Le single principal de Nathalie après Idols était "I Won't Forget", une chanson qui a également été remixée par le DJ Paul van Dyk. La chanson a été incluse dans l'album solo de Nathalie Dance4Life . Un deuxième single "I Just Wanna Dance", suivi d'un morceau de R&B, pop et dance.
En 2010, elle a quitté le Sony BMG et elle est actuellement une chanteuse non signée qui espère faire de la musique mondiale. Elle a signé en 2014 sur son propre label NM House Music et a sorti son nouveau single "One More Try" en août 2014.

## Vie privée
Nathalie Makoma est  mariée à JC Atamboto en 2015, le mariage pourrait être suivi dans la série télé-réalité Nathalie Makoma: Congolese bruiloft op het platteland (Nathalie Makoma : Mariage congolais à la campagne) sur RTL 5 . Ensemble, ils ont deux fils (2012 et 2016).

## Discographie[5]

### Albums avec Makoma
(Pour les détails et les listes de pistes d'albums avec Makoma, voir la discographie de Makoma)
- 1999: Nzambe na Bomoyi (Jésus pour la vie)
- 2000: Makoma
- 2000: Baby Come
- 2002: Mokonzi na Bakonzi (Roi des rois)
- 2003: On Faith
- 2005: Na Nzambe Te, Bomoyi Te (également connu sous le nom de No Jesus, No Life)
- 2005: I Saw the Light

### Albums solo de Nathalie Makoma
| Année | Album                                                                        | Titres |      |          | |
| ----- | ---------------------------------------------------------------------------- | --- | ---- | -------- | --- |
| Année | Album                                                                        | Titres | 2002 | On Faith | 1. Time Is a Healer; 2. Rhythm of Your Love; 3. On Faith; 4. Fools Dust; 5. Talk With God; 6. Listen to Your Heart; 7. You; 8. Rolling to the Top; 9. Out of the Darkness; 10. Time Has Come; 11. My Love Is True; 12. I Can See the Light |
| 2003  | On Faith—GoGospel Edition, Mêmes listes des chansons plus des morceaux bonus | 1. Wanna Let You Know; 2. Tala Ndenge (The Prayer), 3. Talk With God [live] (Gogospel version), 4. Talk With God [live] (Gogospel version reprise) |      |          | |

- 2005: I Saw the Light

1. "I'm Glad I'm Alive"
2. "You've Got a Friend"
3. "Looking at Myself"
4. "My Way"
5. "Lover Be Thy Name"
6. "There Will Be a Light"
7. "I Understand"
8. "Stay"
9. "Love You in My Life"
10. "To Be the One"
11. "I'll Be There"
12. "I Will Bless You"
13. "Amazing Grace"

### Albums des Makoma avec Nathalie Makoma
- My Sweet Lord (2000)

1. Baby Come
2. My Sweet Lord
3. My Love Is True
4. I'm So Excited
5. Sweeter (remix)
6. Let Me Be Your Sunshine
7. All I Need Is Your Love
8. Someday I Know
9. Promise You Made
10. Yo Zali
11. When the Angels Come
12. Bana
13. Baby Come
14. Gospel Medley

### EP
| Année | Titre                                                                               | Featuring       | Position sur le graphique | Position sur le graphique | Album |
| Année | Titre                                                                               | Featuring       | NLDNéerlandaisTop 40      | NLDSingleTop 100          | Album |
| ----- | ----------------------------------------------------------------------------------- | --------------- | ------------------------- | ------------------------- | ----- |
| 2005  | "I'm Glad I'm Alive (En direct)"; "I'm Glad I'm Alive" (A Version); "To Be the One" |                 |                           |                           |       |
| 2009  | "I Won't Forget"                                                                    | -               | 42 1                      | 12                        |       |
| 2010  | "I Just Wanna Dance"                                                                | -               | 57 2                      |                           |       |
| 2015  | "Papa G"                                                                            | -               |                           |                           |       |
| 2016  | "Omukulu"                                                                           | -               |                           |                           |       |
| 2017  | "Eyi Mabe"                                                                          | Awilo Longomba  |                           |                           |       |
| 2017  | "Dis Moi Simplement"                                                                | Teko Young City |                           |                           |       |

- 1 : "I Won't Forget" a atteint le numéro 2 sur le Dutch Tipparade, ce qui équivaut à la position numéro 42 dans le Top 40 néerlandais.
- 2 : "I Just Wanna Dance" a atteint le numéro 17 sur le Dutch Tipparade, ce qui équivaut à la position numéro 57 dans le Top 40 néerlandais.

### Apparitions
| Année | Morceau                                            | Album          |
| ----- | -------------------------------------------------- | -------------- |
| 2008  | "Stayin' Alive" (Gordon featuring Nathalie Makoma) | A Song for You |